# Rita Kühne
Rita Kühne (ur. 5 stycznia 1947 w Dreźnie) – niemiecka lekkoatletka specjalizująca się w biegach sprinterskich, uczestniczka letnich igrzysk olimpijskich w Monachium (1972), złota medalistka olimpijska w biegu sztafetowym 4 × 400 metrów. W czasie swojej kariery reprezentowała Niemiecką Republikę Demokratyczną.

## Sukcesy sportowe
- czterokrotna medalistka mistrzostw Niemiec w biegu na 400 metrów – dwukrotnie srebrna (1968, 1973) oraz dwukrotnie brązowa (197, 1975)[1]
- sześciokrotna złota medalistka mistrzostw NRD w sztafecie 4 × 400 metrów – 1969, 1970, 1971, 1972, 1973, 1975[2]
- sześciokrotna medalistka halowych mistrzostw NRD w biegu na 400 metrów – pięciokrotnie złota (1966, 1967, 1968, 1969, 1971) oraz brązowa (1972)[3]
- złota medalistka halowych mistrzostw NRD w sztafecie 4 × 1 okrążenie – 1973[4]

| Rok  | Miasto    | Zawody               | Konkurencja                      | Wynik                  |
| ---- | --------- | -------------------- | -------------------------------- | ---------------------- |
| 1971 | Helsinki  | Mistrzostwa Europy   | sztafeta 4 × 400 m bieg na 400 m | złoty medal 8. miejsce |
| 1972 | Monachium | Igrzyska olimpijskie | sztafeta 4 × 400 m               | złoty medal            |

## Rekordy życiowe
- bieg na 400 metrów – 51,01 – Drezno 08/05/1976
- sztafeta 4 × 400 metrów – 3:23,0 – Monachium 10/09/1972 (wspólnie z Dagmar Käsling, Helgą Seidler i Moniką Zehrt; rekord świata do 31/07/1976)[5]